# Johann Wolfgang Textor

Disputationes academicae, 1698 (Fondazione Mansutti, Milano).

Johann Wolfgang Textor (Neuenstein, 20 gennaio 1638 – Francoforte sul Meno, 27 dicembre 1701) è stato un giurista tedesco.

## Biografia
Figlio di Wolfgang Textor (1588–1650) e della moglie, Magdalena Praxedis Textor, nata Enslin (1613–1673). Il padre, laureato in giurisprudenza ed entrato al servizio del conte di Hohenlohe-Langenburg aveva latinizzato il cognome originario "Weber" in Textor ( il nonno paterno era sarto).
Johann Wolfgang dal 1653 studiò diritto a Jena, dal 1655 a Strasburgo dove si laureò utriusque iuris; nel 1658 entrò come praticante presso il Tribunale della Camera imperiale a Spira.
Ottenne la docenza di giurisprudenza ad Altdorf, dove fra i suoi studenti vi fu anche Gottfried Wilhelm von Leibniz, in seguito insegnò all'Università di Heidelberg, il più antico ateneo della Germania. Svolse anche l'incarico di magistrato presso la Corte suprema e la cancelleria del Principato a Neuenstein. Infine nel 1691 si spostò a Francoforte sul Meno.
Nel 1663 si sposò con Anna Margaretha Priester. La coppia ebbe un figlio, Christoph Heinrich (1666–1716), avvocato a Francoforte; il nipote Johann Wolfgang Textor (1693–1771) era il padre di Katharina Elisabeth Goethe, madre di Johann Wolfgang von Goethe.

## Opere
La sua pubblicazione più importante è Synopsis Juris Gentium (1680), in cui Textor contrappone le teorie del positivismo alla scuola giusnaturalista, che faceva capo a Samuel von Pufendorf. Nel 1698 a Francoforte fu stampato un volume comprendente trentotto disputationes riferite al periodo dal 1666 al 1686, insieme ad alcuni testi delle sue lezioni accademiche.